# Aimery IV de Thouars
Aimery IV de Thouars, est né en 1025 à Thouars et meurt en 1093. C'est le fils de Geoffroy II et d'Adénor (Aénor).
Ce fut un homme de guerre, mais aussi un homme de culture et de savoir.
En 1055 il commence par s'allier à Geoffroy Martel, comte d'Anjou contre Guillaume, duc de Normandie, et il participe au siège d'Ambrières, un château construit par Guillaume à la frontière du comté du Maine.
Après un séjour à Thouars en 1056, il part donc assister le duc Guillaume VIII d'Aquitaine (appelé Guy-Geoffroy) pour se battre contre les Sarrazins en Espagne. Il participe à la prise de Barbastro et en ramène un riche butin dans sa ville de Thouars.
En 1066, il fait partie de l'armée que Guillaume le Conquérant emmène pour conquérir l'Angleterre. À la bataille d'Hastings du 14 octobre 1066, il y commande un corps d'armée composé de Poitevins, de Bretons et d'Angevins. Aimery IV ne voulut pas se fixer en Angleterre, il reçut en contrepartie de grandes sommes d'argent.
De retour à Thouars, il fait reconstruire le château en 1080. Comme Aimery IV est aussi seigneur de La Chaize (près de La Roche-sur-Yon), il y fait construire un château à côté duquel il fait construire une église dédiée à saint Nicolas.
Au début des années 1090, il fait la guerre à Pierre de Mortagne et prend son château. Enfin, il meurt en 1093, assassiné par deux chevaliers dont on soupçonne qu'ils aient été à la solde d'Ebbon de Partenay,. Il a été inhumé dans l'église Saint-Nicolas de La Chaize.
Frère de Savari ; Raoul de Mauléon ; et Geoffroi de Thouars (qui pourrait être le père d'Aimery V, à la place de Geoffroi III ?).
Vers 1045, il épouse 1° Aurengarde (v. 1030-v. 1070) fille d'un certain Geoffroy de Mauléon ?[réf. nécessaire]; la tradition la disait en effet sœur de Raoul de Mauléon, mais l'historien Jacques Duguet réfute cette thèse et donne Raoul, dit de Mauléon, pour un frère puîné d'Aimeri IV de Thouars (voir l'article Thouars). En 1070 (?), il épouse 2° Ameline. La répartition traditionnelle de ses enfants entre les deux femmes d'Aimeri IV est bien incertaine (Aurengarde serait la mère des deux filles, et Ameline, celle des deux garçons ?), et il se pourrait bien qu'en fait ils viennent tous du 1° lit :
- Aliénor (ou Adénor[1] ou  Aénor) (circa 1055-1093), qui épousa Boson II Vicomte de Chatellerault (1050-1092) ;
- Audéarde/Hildegarde, épouse vers 1065 d'Hugues VI de Lusignan dit le Diable ;
- Herbert/Arbert II ;
- Geoffroy III ;
- (Geoffroy de Thouars, mort en 1131 ?).